# مونتروز (هیوستون)
مونتروز (به انگلیسی: Montrose) یک منطقهٔ مسکونی در ایالات متحده آمریکا است که در هیوستون واقع شده‌است. این منطقه همچنین به عنوان نیرتاون یا نیرتاون/ مونتروز نیز شناخته می‌شود.

## موزه‌ها
مجموعه منیل، در خیابان سول راس بین خیابان آلاباما و خیابان ریچموند، یک موزه رایگان می‌باشد که توسط فرد خیر هیوستون، جان و دومینیک دو منیل احداث شده برای نگهداری مجموعه آثار هنری. مجموعه منیل توسط معمار رنزو پیانو طراحی شده‌است.
موزه هنرهای زیبا، هیوستون در منطقه موزه هیوستون، در اطراف منطقه مونتروز قرار دارد.